# 硬秆子草
硬秆子草（学名：Capillipedium assimile）为禾本科细柄草属下的一个种。

## 扩展阅读
- 維基物種上的相關：硬秆子草